# AT500/26F
REGZA Tablet AT500/26F（レグザタブレット エーティーごひゃく／にいろくエフ）は、東芝によって開発された、auブランドを展開するKDDIおよび沖縄セルラー電話のWi-Fi通信専用Android 4.0搭載タブレット端末である。

## 概要
東芝が一般向けに販売している「REGZA Tablet AT500シリーズ」と同等のタブレット端末であるが、au独自のアプリケーションがプリインストールされており、内蔵メモリーは16GBとなっている。
タブレット端末では珍しくauスマートパスに対応しているが、契約切れになった時にauスマートパスのアプリをロックして削除する機能を備えている。
東芝本体がau向けとして発売される機種は、東芝名義として開発されたiidaブランドのフィーチャーフォンであるLIGHT POOL（TSX05）以来、約2年振りとなる。型番は東芝側が採用しているため、この機種には「au」のロゴは入っていない。
auでNVIDIA Tegra 3を搭載しているのは、本機とスマートフォンのARROWS Z ISW13Fのみである。

## 歴史
- 2012年（平成24年）5月15日 - KDDI、および東芝より公式発表。
- 2012年6月22日 - 発売開始。